# Museo della paglia e dell'intreccio
Il Museo della paglia e dell'intreccio è uno spazio espositivo di Signa dove si conserva e promuove la tradizionale produzione della paglia da intreccio per cappelli tipica della zona, che dall'inizio del XVIII secolo ha caratterizzato l'economia toscana.
Aperto nel 1997, nel 2023 si è trasferito nell'edificio comunale che ospitava la caserma dei carabinieri.
Il museo è dedicato a Domenico Michelacci, fondatore dell'industria della paglia e del cappello a Signa, che nel 1718 riuscì a selezionare un tipo di grano detto "marzuolo", destinato unicamente all'intreccio.
Suddiviso in più sale espositive con esposizioni permanenti e mostre tematiche, il museo raccoglie  attrezzature, materie prime, manufatti, campionari, materiale iconografico, documenti ed archivi di aziende che testimoniano l'intera filiera di lavorazione del cappello di paglia. È presente anche una ricca collezione di manufatti intrecciati provenienti da varie parti del mondo.